# Nazionale A di rugby a 15 dell'Argentina

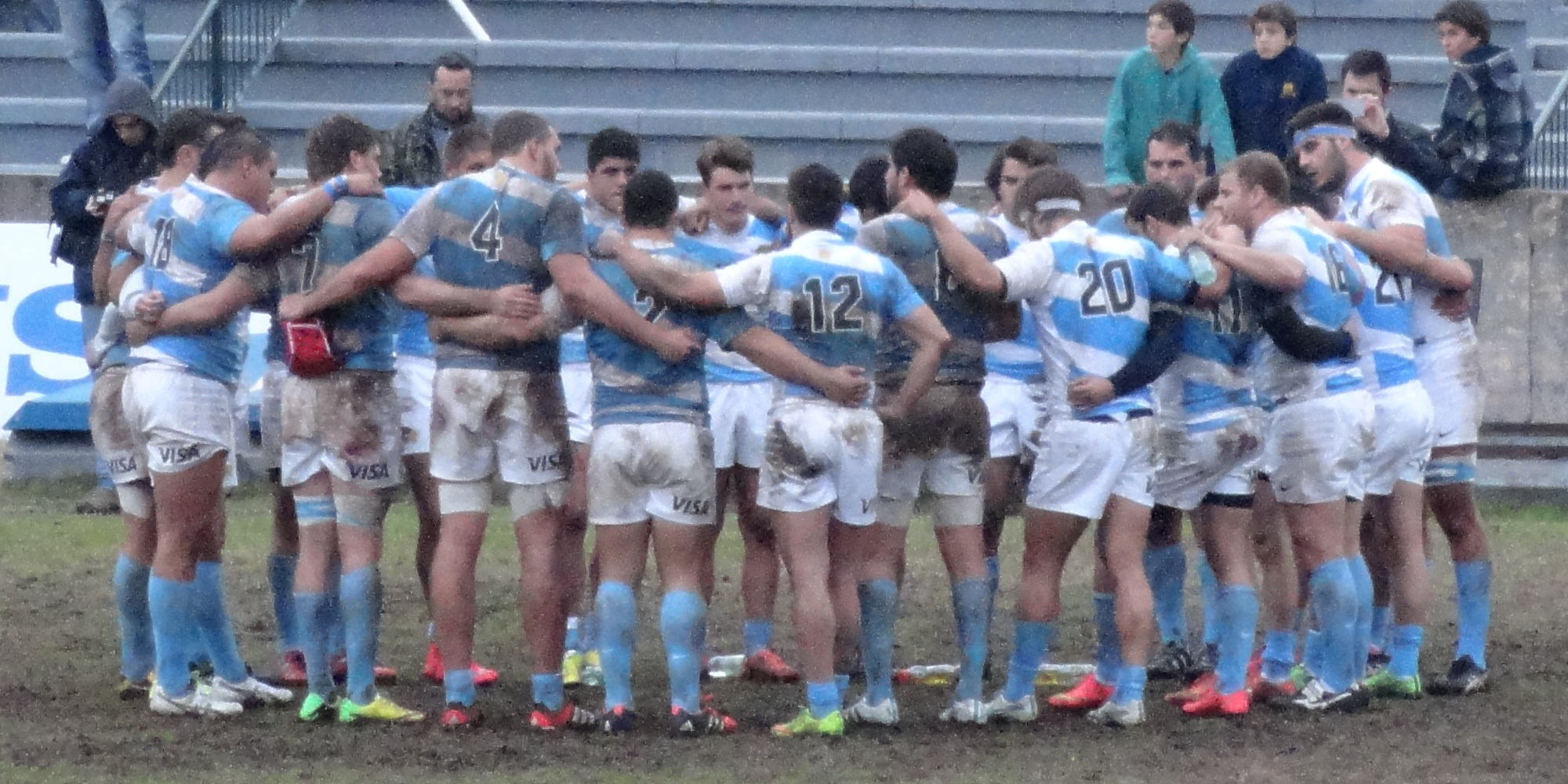
Il gruppo dell'Argentina XV nel 2015 durante una partita con l'

La nazionale A di rugby a 15 dell'Argentina, o più semplicemente Argentina A, in precedenza nota anche con la denominazione di Argentina Jaguares e più recentemente Argentina XV, è la seconda selezione nazionale maschile di rugby a 15 dell'Argentina sotto la giurisdizione dell'Unión Argentina de Rugby.

## Storia
Dal 2005 al 2010 la selezione ha disputato in modo alterno Churchill Cup e Nations Cup, due competizioni minori promosse dall'International Rugby Board con scopo principale di favorire la crescita delle nazionali Tier 2; l'Argentina A si aggiudicò l'IRB Nations Cup 2006. Dopo la soppressione della Churchill Cup, dal 2011 la seconda squadra argentina prese stabilmente parte alla Nations Cup.
Dal 2009 disputa annualmente l'Americas Rugby Championship, torneo nato per formazioni "A" e riconvertito nel 2016 come "Sei Nazioni americano"; la selezione argentina ha vinto sette titoli, di cui sei di fila dall'edizione inaugurale a quella del 2016.
Nel 2014 e nel 2015 si è aggiudicata rispettivamente una Tbilisi Cup, competizione analoga alla Nations Cup disputata a Tbilisi, e l'UruCup, torneo unico organizzato dall'Unión de Rugby del Uruguay con il sostegno di World Rugby tra selezioni A ed Under-20 di Argentina e Uruguay e la nazionale cilena.
A partire dal 2015, la denominazione Jaguares venne riservata all'omonima franchigia che gareggiò nel Super Rugby in rappresentanza della Federazione argentina; questo portò la nazionale A ad essere rinominata come Argentina XV.
Dal 2016 partecipa alla Americas Pacific Challenge, torneo organizzato dal World Rugby con lo scopo di far competere le seconde squadre nazionali dei Paesi americani e del Pacifico; l'Argentina XV si è aggiudicata l'edizione inaugurale e quella successiva.
Nel 2016 e 2017 la UAR la sostituì alla nazionale maggiore dei Pumas in rappresentanza dell'Argentina per le edizioni della Sudamérica Rugby Cup (ex Consur Cup), non prendendo quindi più parte al campionato sudamericano, ma sfidandone le due nazionali migliori per l'assegnazione del titolo di campione del Sudamerica, aggiudicandosele entrambe. Dal 2018, con la riforma del campionato sudamericano in: Sudamericano A, Sudamericano B e Sudamericano C, rappresenta l'Argentina in questa competizione nel torneo di vertice.
Le denominazioni di: Argentina A, Argentina Jaguares ed Argentina XV, vengono utilizzate anche per indicare le selezioni sotto l'egida della UAR che affrontano in test match ufficiali e non le selezioni e nazionali in tour in Argentina o impegnate in tornei contro nazionali Tier 2. Ad esempio, tra il 18 e il 20 giugno 2010 giocarono in tre giorni tre diverse squadre nazionali argentine: oltre alla nazionale maggiore, che scese in campo il sabato contro la Scozia, una "Argentina A" ha giocò il venerdì sera contro la Francia e una "Argentina Jaguares" disputò la domenica un incontro di IRB Nations Cup contro la Scozia A.

## Palmarès
- Americas Rugby Championship: 7
2009, 2010, 2012, 2013, 2014, 2016, 2019
- Nations Cup: 1
2006
- Tbilisi Cup: 1
2014
- Campionato sudamericano/Sudamérica Rugby Cup: 4
2016, 2017, 2019, 2020
- Americas Pacific Challenge: 2
2016, 2017
- UruCup: 1
2015